# Sidra (gromada)
Sidra – dawna gromada, czyli najmniejsza jednostka podziału terytorialnego Polskiej Rzeczypospolitej Ludowej w latach 1954–1972.
Gromady, z gromadzkimi radami narodowymi (GRN) jako organami władzy najniższego stopnia na wsi, funkcjonowały od reformy reorganizującej administrację wiejską przeprowadzonej jesienią 1954 do momentu ich zniesienia z dniem 1 stycznia 1973, tym samym wypierając organizację gminną w latach 1954–1972.
Gromadę Sidra z siedzibą GRN w Sidrze utworzono – jako jedną z 8759 gromad – w powiecie sokólskim w woj. białostockim, na mocy uchwały nr 22/V WRN w Białymstoku z dnia 4 października 1954. W skład jednostki weszły obszary dotychczasowych gromad Sidra, Jurasze, Szostaki i Podsutki wraz z miejscowościami Siderka wieś, Siderka majątek, Potrubowszczyzna folwarki i Potrubowszczyzna kolonia z dotychczasowej gromady Siderka ze zniesionej gminy Sidra, a także obszary miejscowości Kniaziówka kolonia, Szczerbowo kolonia i Zacisze kolonia z dotychczasowej gromady Staworowo ze zniesionej gminy Zalesie w tymże powiecie. Dla gromady ustalono 14 członków gromadzkiej rady narodowej.
1 stycznia 1958 do gromady Sidra przyłączono obszar zniesionej gromady Siekierka.
31 grudnia 1959 do gromady Sidra przyłączono wieś Poganica ze znoszonej gromady Racewo oraz wsie Zwierzany i Sniczany ze zniesionej gromady Achrymowce.
1 stycznia 1972 do gromady Sidra przyłączono wsie Chwaszczewo, Majewo, Holiki, Jałówka, Nowinka, Romanówka i Wólka ze zniesionej gromady Majewo.
Gromada przetrwała do końca 1972 roku, czyli do kolejnej reformy gminnej. Z dniem 1 stycznia 1973 roku reaktywowano gminę Sidra.